# Nick Deacy
Nick Deacy (* 19. července 1953, Cardiff) je bývalý velšský fotbalista, útočník.

## Fotbalová kariéra
Hrál za Merthyr Tydfil FC, Hereford United FC, Workington AFC, PSV Eindhoven, K. Beringen FC, Vitesse Arnhem, Hull City AFC, Happy Valley AA, Double Flower FA a Ebbw Vale FC. V nizozemské lize nastoupil v 66 utkáních a dal 8 gólů. S PSV Eindhoven získal dvakrát mistrovský titul a jednou nizozemský fotbalový pohár. V roce 1978 vyhrál s PSV Eindhoven Pohár UEFA. V Poháru mistrů evropských zemí nastoupil v 7 utkáních a dal 2 góly a v Poháru UEFA nastoupil v 8 utkáních a dal 3 góly. Za reprezentaci Walesu nastoupil v letech 1977-1978 ve 12 utkáních a dal 4 góly.

## Ligová bilance
| Ročník                     | Zápasy | Góly | Klub               |
| -------------------------- | ------ | ---- | ------------------ |
| 3. anglická liga 1974/75   | 17     | 2    | Hereford United FC |
| Eredivisie 1975/76         | 12     | 2    | PSV Eindhoven      |
| Eredivisie 1976/77         | 25     | 2    | PSV Eindhoven      |
| Eredivisie 1977/78         | 21     | 4    | PSV Eindhoven      |
| Jupiler Pro League 1978/79 | 31     | 8    | K. Beringen FC     |
| Jupiler Pro League 1979/80 | 11     | 2    | K. Beringen FC     |
| Eredivisie 1979/80         | 9      | 0    | Vitesse Arnhem     |
| 3. anglická liga 1979/80   | 15     | 1    | Hull City AFC      |
| 3. anglická liga 1980/81   | 42     | 4    | Hull City AFC      |
| 4. anglická liga 1981/82   | 30     | 2    | Hull City AFC      |
| 4. anglická liga 1983/84   | 31     | 0    | Bury FC            |
| 3. anglická liga 1984/85   | 0      | 0    | Swansea City AFC   |
| CELKEM 1. nizozemská liga  | 66     | 8    |                    |